# اوکدیل (مینه‌سوتا)
اوکدیل (به انگلیسی: Oakdale) شهری در شهرستان واشینگتن ایالت مینه‌سوتا در کشور ایالات متحده آمریکا است که جمعیت آن در سرشماری سال ۲۰۱۰ میلادی، ۲۷۳۷۸ نفر بوده‌است.